# Amir Hamudi Hasan al-Sadi

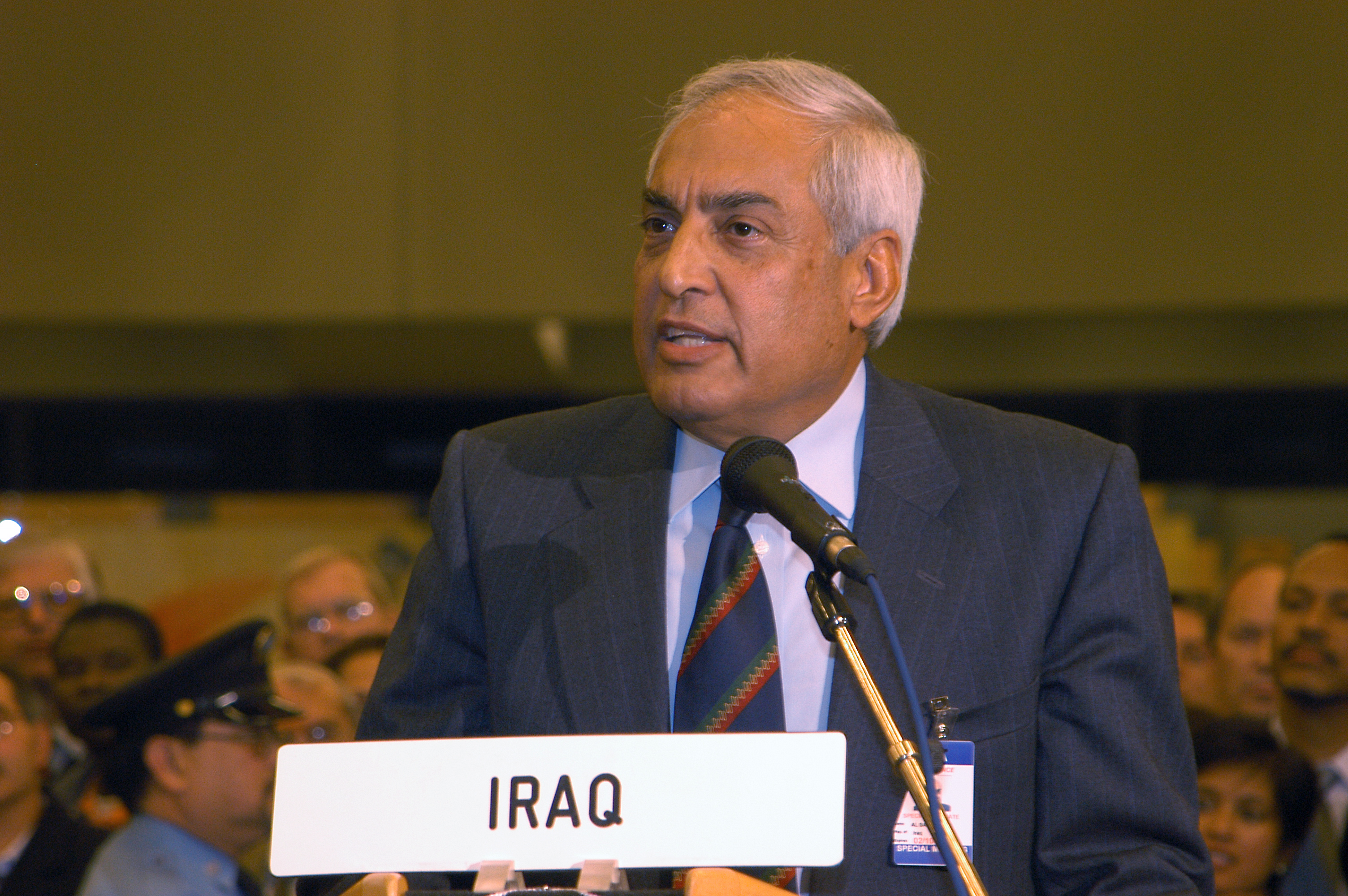
Amir Hamudi Hasan al-Sadi (2002)

Amir Hamudi Hasan al-Sadi (5 april 1938) is een Iraakse ex-generaal, fysisch chemicus en voormalig wetenschappelijk adviseur van oud-dictator Saddam Hoessein. Hij was veel te zien bij persconferenties waar hij het standpunt van Irak verkondigde.
Al-Saadi fungeerde als aanspreekpunt van de wapeninspecteurs en was het brein achter het geheime Iraakse wapenprogramma uit de jaren 80. Opmerkelijk is dat hij geen lid was van de Ba'ath-partij. Hij zou in de nadagen van Saddam Hoessein veel aan invloed hebben gewonnen.
Op 12 april 2003 gaf hij zich over aan het Amerikaanse leger